# Пильщук, Николай Иванович
Николай Иванович Пильщук (1915 — 1977) — советский военачальник, генерал-лейтенант. Начальник  Внутренних войск, внутренней и конвойной охраны МООП СССР (1961—1968).

## Биография
Родился в Екатеринославской губернии в семье крестьянина.
С 1932 года после окончания семилетки работал на металлургическом заводе Запорожсталь. С 1934 года по комсомольской линии работает на заводе Днепроэнерго и завотделом Запорожского горкома ЛКСМУ.
С 1936 года в Пограничных войсках, секретарь комсомольского бюро в Школе младшего начсостава. С 1938 года инструктор, с  1939 года старший инструктор и помощник начальника по комсомолу политотдела УПВ НКВД САО. В 1942 году после окончания  заочного факультета ВПА им. В. И. Ленина военный комиссар — заместитель коменданта по политчасти 14-й, с 1943 года 13-й Отдельной пограничной комендатуры. С 1945 года после окончания Краснознаменной школы усовершенствования политсостава войск НКВД СССР им. К. Е. Ворошилова был назначен начальником политотдела 58-го погранотряда УПВ НКВД на Тихом океане.
В 1952 году после окончания Военного института МГБ СССР произведён в полковники и назначен начальником Инспекции Политического управления ГУПВ МГБ СССР. С 1953 года начальник политотдела — заместитель начальника УПВ МВД ППО. С 1954 года начальник Организационно-партийного отдела Политического управления ГУПВ МВД СССР, с 1956 года Политического управления Главного управления Пограничных и Внутренних войск МВД СССР, с 1957 года Политического управления ГУПВ КГБ при СМ СССР.
С 1960 года начальник УПВ КГБ Грузинского пограничного округа. С 1961 года генерал-майор и заместитель министра внутренних дел РСФСР, с 1962 года охраны общественного порядка РСФСР — начальник Главного управления внутренних войск, внутренней и конвойной охраны МВД – МООП РСФСР. С 1966 года заместитель министра охраны общественного порядка СССР — начальник Главного управления внутренних войск, внутренней и конвойной охраны МООП СССР. С 1968 года генерал-лейтенант внутренней охраны в запасе.